# Joe Perry (Snookerspieler)
Joe Perry (* 13. August 1974 in Wisbech; eigentlich Joseph Raymond Perry) ist ein englischer Snookerspieler aus Chatteris. Von 1992 bis 2025 gehörte er 33 Jahre lang ohne Unterbrechung der Profitour an. 
In den 2000er und 2010er Jahren gehörte er lange zu den Top 16 der Weltrangliste. Er gewann insgesamt 6 Profititel, darunter 2 bei Ranglistenturnieren, und war 2008 Halbfinalist bei der Snookerweltmeisterschaft.

## Karriere
Perry begann 1992 mit der Teilnahme an der offenen Profitour seine Karriere. Beim European Open 2001 erreichte er erstmals das Finale eines vollwertigen Weltranglistenturnier, das er gegen Stephen Hendry verlor. Bei den 2007 ausgetragenen Mannschaftsweltmeisterschaften gewann er zusammen mit Leah Willets den Titel im Mixed. Dazu gewann er 2008 die Championship League, ein Einladungsturnier für Snookerprofis. Sein bestes Ergebnis bei Weltmeisterschaften erzielte der „Gentleman“, wie Joe Perrys Spitzname lautet, im Jahr 2008; er verlor erst im Halbfinale gegen Ali Carter knapp mit 15:17. Anschließend belegte er Platz 12 der offiziellen Snookerweltrangliste und konnte in der folgenden Saison zumindest in der vorläufigen Rangliste unter die Top 10 vorstoßen.
Seine erfolgreichste Saison hatte er 2014/15 im Alter von 40 Jahren, als er zum Saisonauftakt beim Wuxi Classic zum zweiten Mal ein Finale eines Weltranglistenturniers erreichte und dem Australier Neil Robertson nur knapp mit 9:10 unterlag. Es folgte der Sieg beim Xuzhou Open 2015. Nach den Yixing Open 2013 war es der zweite Titel für Perry bei einem Minor-Ranglistenturnier der Players Tour Championship. Nach den Indian Open 2015, bei denen er im Viertelfinale ausschied, erreichte er in der Weltrangliste den neunten Platz. Dies war seine bislang beste Platzierung, die er auch bis zum Ende der Saison halten konnte. Beim Tourfinale, das als vollwertiges Weltranglistenturnier gewertet wird, erreichte er sein drittes großes Endspiel und gewann diesmal gegen den Waliser Mark Williams den Titel. Dabei konnte er einen 0:3-Rückstand noch in einen 4:3-Sieg verwandeln.
In der Saison 2017/18 konnte er sich für die Snookerweltmeisterschaft durch Siege über Ross Muir, Jimmy White und Mark Davis qualifizieren. In der ersten Runde besiegte er den amtierenden Weltmeister Mark Selby mit 10:4 und sorgte für eine Überraschung. In der zweiten Runde verlor er mit 8:13 gegen Mark Allen.
In der Saison 2021/22 konnte er mit den Welsh Open sein zweites Weltranglistenturnier durch einen 9:5-Sieg gegen Judd Trump gewinnen. Mit damals 47 Jahren ist Joe Perry nach Ray Reardon, der 1982 mit 50 Jahren das Professional Players Tournament gewann, der zweitälteste Spieler, der ein Ranglistenturnier gewinnen konnte.
2025 erklärte er mit 50 Jahren seinen Rücktritt vom Profisnooker.

## Turniererfolge
- WPBSA Qualifying School 1997 – Event 1 (Gruppensieg)
- Mixed-Weltmeisterschaft 2007 (mit Leah Willets)
- Championship League 2008
- Yixing Open 2013
- Xuzhou Open 2015
- Players Tour Championship 2014/15 – Grand Finals
- Welsh Open 2022